# Đường cao tốc Gia Nghĩa – Chơn Thành
Đường cao tốc Gia Nghĩa – Chơn Thành (ký hiệu toàn tuyến là CT.02) là một đoạn đường cao tốc thuộc hệ thống đường cao tốc Bắc – Nam phía Tây qua địa phận 2 tỉnh Lâm Đồng và Đồng Nai.

## Vị trí
Tuyến đường có tổng chiều dài là 128,8 km, trong đó, đoạn qua Lâm Đồng dài 27,8 km và đoạn qua Đồng Nai dài 101 km. Điểm đầu tuyến đường giao với đường cao tốc Buôn Ma Thuột – Gia Nghĩa thuộc phường Bắc Gia Nghĩa, tỉnh Lâm Đồng và điểm cuối giao với đường cao tốc Thành phố Hồ Chí Minh – Thủ Dầu Một – Chơn Thành và nối với đường cao tốc Chơn Thành – Đức Hòa tại phường Chơn Thành, tỉnh Đồng Nai.

## Thiết kế
Tuyến đường có quy mô đầu tư 4 làn xe hoàn chỉnh, chiều rộng nền đường 24,75m, vận tốc thiết kế từ 100 – 120 km/h. Thực hiện giải phóng mặt bằng một lần theo quy mô quy hoạch được duyệt (quy mô 6 làn xe, chiều rộng nền đường 32,25 m).

## Xây dựng
Hiện UBND tỉnh Bình Phước đã hoàn thiện Báo cáo nghiên cứu tiền khả thi dự án cao tốc Gia Nghĩa – Chơn Thành trên cơ sở ý kiến thẩm định của các bộ ngành, địa phương có tuyến cao tốc đi qua, dự kiến sẽ trình Quốc hội về chủ trương đầu tư dự án tại Kỳ họp thứ 6 Quốc hội khóa XV.
Dự án có tổng mức đầu tư khoảng 25.540 tỷ đồng, trong đó vốn nhà nước tham gia dự án khoảng 12.770 tỷ đồng. Tuyến đường cao tốc chính thức được khởi công xây dựng vào ngày 19 tháng 8 năm 2025 và dự kiến hoàn thành vào năm 2027.

## Lộ trình chi tiết
- IC : Nút giao, JCT : Điểm lên xuống, SA : Khu vực dịch vụ (Trạm dừng nghỉ), TG : Trạm thu phí, TN : Hầm đường bộ, BR : Cầu
- Đơn vị đo khoảng cách là km.

| Số                                                            | Tên                                                           | Khoảng cách từ đầu tuyến                                      | Kết nối                                                       | Ghi chú                                                       | Vị trí                                                        | Vị trí                                                        |
| Kết nối trực tiếp với Đường cao tốc Buôn Ma Thuột – Gia Nghĩa | Kết nối trực tiếp với Đường cao tốc Buôn Ma Thuột – Gia Nghĩa | Kết nối trực tiếp với Đường cao tốc Buôn Ma Thuột – Gia Nghĩa | Kết nối trực tiếp với Đường cao tốc Buôn Ma Thuột – Gia Nghĩa | Kết nối trực tiếp với Đường cao tốc Buôn Ma Thuột – Gia Nghĩa | Kết nối trực tiếp với Đường cao tốc Buôn Ma Thuột – Gia Nghĩa | Kết nối trực tiếp với Đường cao tốc Buôn Ma Thuột – Gia Nghĩa |
| ------------------------------------------------------------- | ------------------------------------------------------------- | ------------------------------------------------------------- | ------------------------------------------------------------- | ------------------------------------------------------------- | ------------------------------------------------------------- | ------------------------------------------------------------- |
| 1                                                             | IC Nhân Cơ                                                    | 0.0                                                           | Quốc lộ 14                                                    | Đầu tuyến đường cao tốc Chưa thi công                         | Lâm Đồng                                                      | Nhân Cơ                                                       |
| 2                                                             | IC Đắk R'lấp                                                  |                                                               | Quốc lộ 14                                                    | Chưa thi công                                                 | Lâm Đồng                                                      | Kiến Đức                                                      |
| 3                                                             | IC Đồng Xoài                                                  |                                                               | Đường tỉnh 41                                                 | Chưa thi công                                                 | Đồng Nai                                                      | Đồng Xoài                                                     |
| 4                                                             | IC Chơn Thành                                                 |                                                               | Đường cao tốc Thành phố Hồ Chí Minh – Chơn Thành – Hoa Lư     | Cuối tuyến đường cao tốc Chưa thi công                        | Đồng Nai                                                      | Chơn Thành                                                    |
| Kết nối trực tiếp với Đường cao tốc Chơn Thành – Đức Hòa      |                                                               |                                                               |                                                               |                                                               |                                                               |                                                               |
| 1.000 mi = 1.609 km; 1.000 km = 0.621 mi                      |                                                               |                                                               |                                                               |                                                               |                                                               |                                                               |